# حفاظت و خوردگی
حفاظت و خوردگی عبارت است از انجام واکنش‌های الکتروشیمیایی در محیط؛ یا به عبارت دیگر، تخریب یا اضمحلال یک ماده در اثر واکنش با محیط اطراف آن. از پدیده‌هایی که فلزات را تحت اثر قرار می‌دهد، خوردگی است؛ گرچه این پدیده در غیر فلزات مانند مواد نسوز، کامپوزیت‌ها و سایر مواد نیز می‌تواند رخ دهد. در نتیجه خوردگی، هزینه‌های زیادی پرداخت می‌شود. نمونه‌هایی از این هزینه‌ها عبارت‌اند از: تعویض قطعه خورده شده، توقف کار، آتش‌سوزی و انفجار، آلودگی مواد تولیدی و …. مکان‌های متعددی با این مشکل روبه‌رو هستند که از آنان می‌توان به سازه‌های ساختمانی، پل‌ها و راه‌آهن اشاره کرد. علی‌رغم پیشرفت‌های علمی برای کنترل این پدیده اما هنوز به‌طور کامل کنترل نشده‌است.

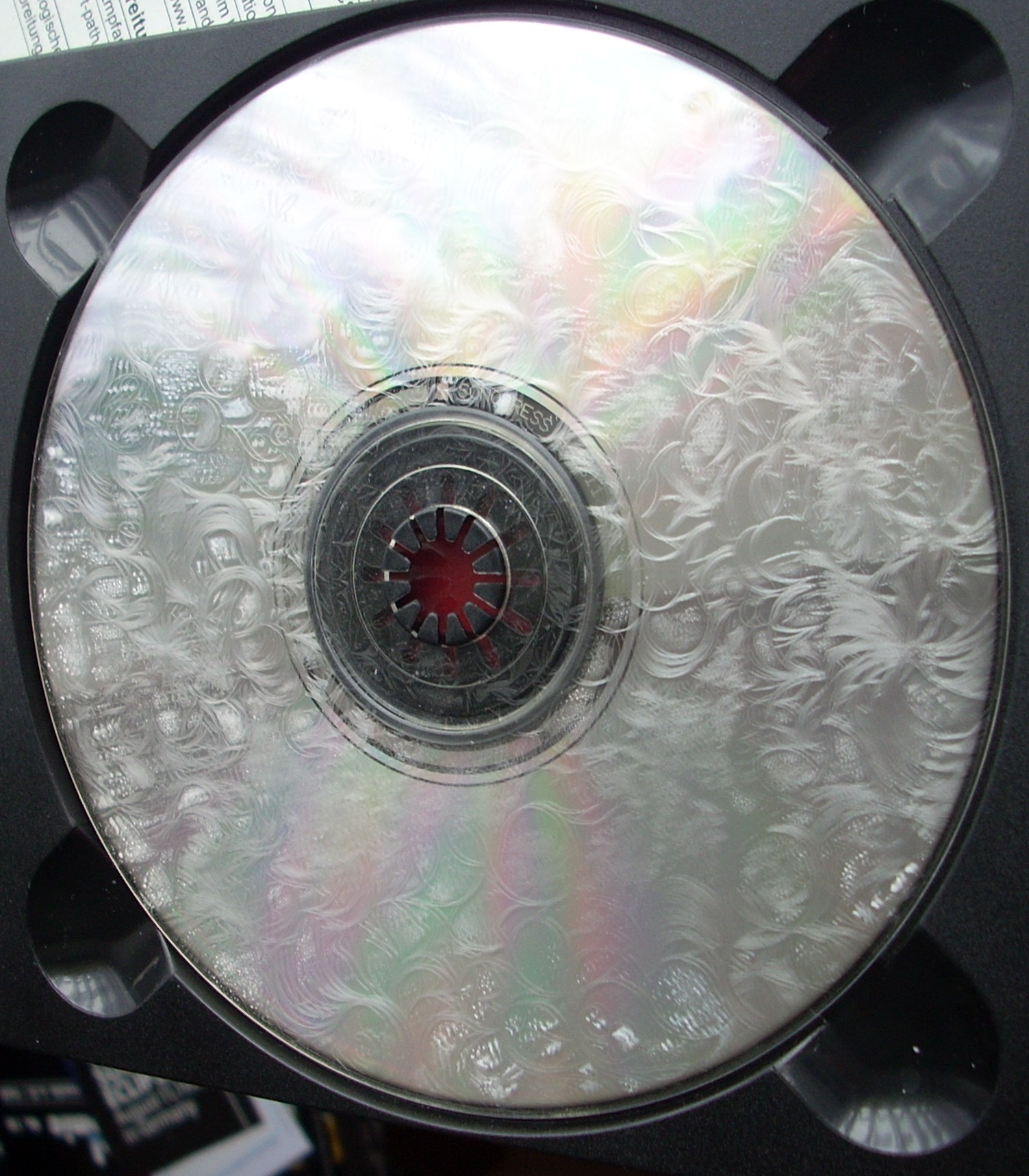
حفاظت و خوردگی

## مهندسی خوردگی
مهندسی خوردگی (corrosion engineering)، علمی کاربردی و فنی برای جلوگیری یا کاهش خسارات ناشی از پدیدهی خوردگی با استفاده از روشهایی مقرون به صرفه و مورد اعتماد است. پیش‌نیازهای این علم عبارت‌اند از: آگاهی از اصول خوردگی و عملیات مبارزه با آن، داشتن علم کافی در زمینهٔ خواص شیمیایی، متالورژیکی، فیزیکی و مکانیکی آلیاژها، تسلط بر آزمون‌های خوردگی و الکتروشیمیایی. هم‌چنین مهندس خوردگی باید انواع محیط‌های خورنده و روش‌های مقابله با آنها را بداند. یک مهندس خوردگی باید با توجه شرایط، ماده‌ای را انتخاب کند که خوردگی را کنترل کند یا حداقل سرعت آن را کاهش دهد.
توانایی‌هایی که مهندسین خوردگی کسب می‌کنند:
1. اصلاح و بهبود خواص آلیاژهای مورد استفاده در صنعت از نظر خوردگی
2. حفاظت فلزات و آلیاژها در محیط‌های مورد استفاده (ممانعت کننده‌ها)
3. حفاظت کاتدی و آندی خصوصاً در مورد لوله‌های زیرزمینی و تأسیسات دریایی
4. کاربرد پوشش‌های مختلف غیر فلزی در صنایع
5. تهیه مواد کاهش دهنده خوردگی، مواد پاک کننده، مواد آبکاری، پوشش‌ها و بهبود کیفیت آنها.[۱]

## اهمیت خوردگی
یکی از زیان‌های اقتصادی اساسی برا هر کشوری خوردگی است و این هزینه‌ها هرروزه با رشد صنایع، افزایش می‌یابد. برای مثال، در سال ۲۰۱۶، هزینه‌های سالانه ناشی از خوردگی در ایالات‌متحده بیش از ۱/۱ تریلیون دلار برآورد شده‌است. با استفاده از آلیاژهای جدید، لازم است که مهندسین خوردگی و طراحان ارتباط نزدیکتری داشته باشند. تمامی نقشه‌ها و مواد مورد استفاده در یک پروژه باید به وسیله مهندس خوردگی تأیید شوند. در نتیجه پروژه‌ای نباید بدون مهندس خوردگی شروع شود.

## تأثیرات خوردگی

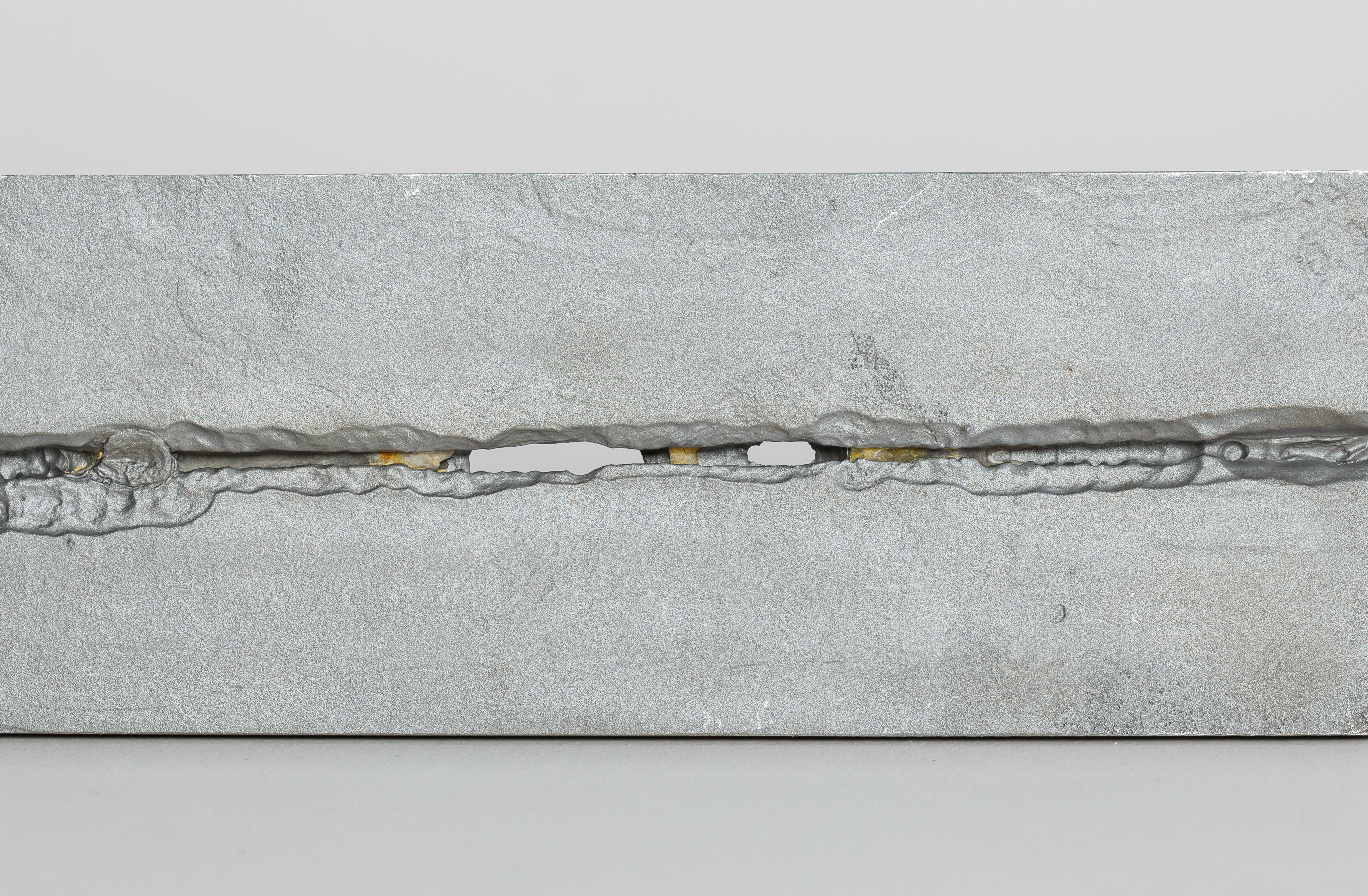
خوردگی اسیدی

خوردگی می‌تواند بر عمر تجهیزات، بهره‌برداری از آنها، بازگشت سرمایه، کیفیت محصولات تولید و غیره مؤثر باشد. از طرف دیگر، خسارت‌های خوردگی می‌تواند اثرات مستقیم یا غیرمستقیم داشته باشد. برخی از خسارت‌های مستقیم خوردگی عبارت‌اند از تخریب یا انهدام تجهیزات به‌عنوان مثال تخریب پل، انفجار خط لوله گاز، غرق شدن کشتی، تخریب سکوهای نفتی، خوردگی بدنه اتومبیل. در رابطه با خسارت‌های غیرمستقیم خوردگی می‌توان به آلوده‌شدن محصولات، هدر رفتن محصولات و همچنین هزینه‌های تعمیرات و نگهداری از تجهیزات اشاره کرد. علاوه‌بر خسارت‌های مالی هنگفت، خوردگی می‌تواند باعث خسارت‌های جانی زیادی نیز شود.

## فرصت‌های شغلی
1. بهبود ترکیب شیمیایی آلیاژها در جهت بهبود مقاومت به خوردگی
2. مطالعه و استفاده ممانعت‌کننده‌ها به منظور کاهش سرعت‌خوردگی در محیط‌های مختلف
3. طراحی و اجرا سیستم‌های حفاظت کاتدی و آندی در سازه‌های صنعتی
4. کاربرد پوشش‌های محافظ مختلف مانند آبکاری، رنگ و …
5. بازرسی و پایش سیستم‌های در معرض خوردگی مانند خطوط انتقال نفت و گاز[۲]